# José Antônio de Sousa Lima
José Antônio de Souza Lima, o barão de Souza Lima (Rio de Janeiro, 25 de julho de 1831 — Rio de Janeiro, 1900) foi um político brasileiro.

## Biografia
Filho mais velho de 4 irmãos de José Joaquim de Souza Lima (filho do Capitão Antônio José de Souza Lima e Rosa da Silva Rios) e Anna Victoria do Nascimento (filha do tenente coronel Joaquim Gomes de Oliveira Lima e de Maria Eugênia da Costa). Teve uma relacionamento com Maria Angélica da Conceição, tendo um filho. Casou-se com Luíza Amália Pereira da Silva, filha do Comendador João Pereira da Silva e Maria Florinda Alves da Silva. Recebeu o título de baronesa de Sousa Lima. Tiveram dois filhos.
Foi presidente da província do Pernambuco, de 7 de abril a 17 de dezembro de 1881 e presidente da província do Rio Grande do Sul, nomeado por carta imperial de 5 de setembro de 1882, de 28 de outubro de 1882 a 1º de junho de 1883.

## Títulos nobiliárquicos e honrarias

### Barão de Sousa Lima
Título conferido por decreto imperial em 23 de maio de 1883. Faz referência ao seu próprio sobrenome.